# توماس هاكر
توماس هاكر هو مستشار ضريبي ‏ وسياسي ألماني، ولد في 9 أكتوبر 1967 في بايرويت في ألمانيا. نشط حزبياً في الحزب الديمقراطي الحر. في الانتخابات الفيدرالية الألمانية 2017، انتخب عضو في البوندستاغ الألماني عن دائرة Bayreuth (electoral district) ‏ وقد انضم خلال البوندستاغ الألماني التاسع عشر (24 أكتوبر 2017 – ) للكتلة البرلمانية جماعة الديمقراطيين الأحرار ‏ وانتخب عضو مجلس الشورى الموحد لبافاريا ‏.